# BTR-60
BTR-60 (BTR, tiếng Nga: бронетранспортер) là xe thiết giáp chở quân (APC) bánh lốp do Liên Xô chế tạo. Nó được chế tạo nhằm thay thế cho chiếc BTR-152 và bắt đầu phát triển từ năm 1950. BTR là viết tắt của Bronetransporter (БТР, Бронетранспортер, nghĩa là "bọc thép vận chuyển").

## Cấu tạo
BTR-60 là loại xe bọc thép chở quân bánh lốp đầu tiên của Liên Xô có 8 bánh, mẫu xe này chính là mẫu thiết kế các loại xe BTR-70, BTR-80, BTR-90 sau này, vì vậy mà chúng có hình dạng gần giống nhau. Nó có khả năng lội nước khá tốt nên thường được dùng để đổ bộ. Thân xe kín, hình hộp chữ nhật, bánh dạng lốp, có động cơ khá tốt, không chết máy giúp cho xe nổi trên mặt nước và di chuyển với tốc độ 10 km/h. Xe không có cửa chính mà chỉ có các cửa sổ phụ, mỗi bên có khoảng 4 cửa như vậy, binh lính leo vào và leo ra khỏi xe qua các cửa này, ở tháp pháo còn có 1 cửa sổ nữa dành cho pháo thủ. Lính trong xe có thể sử dụng vũ khí bộ binh như AK-47, AKM bắn ra bên ngoài. BTR-60 được trang bị một súng máy đa chức năng PKT hoặc PKM 7,62mm với 3000 viên đạn, các mẫu sau này còn có thể trang bị đại liên 12,7 mm hoặc 14,5 mm.
Xe thiết giáp BTR-60 cũng như các thế hệ sau này cho tới BTR-82 với thiết kế động cơ đặt ở đuôi xe trong lúc khoang chở quân nằm ở giữa khiến binh sĩ trong xe chỉ có thể ra vào bằng cửa hông hoặc cửa nóc. Đây là một thiết kế có nhược điểm rất lớn trong chiến đấu bởi binh sĩ ra vào xe phải hứng chịu hỏa lực từ phía trước hoặc hai bên hông.

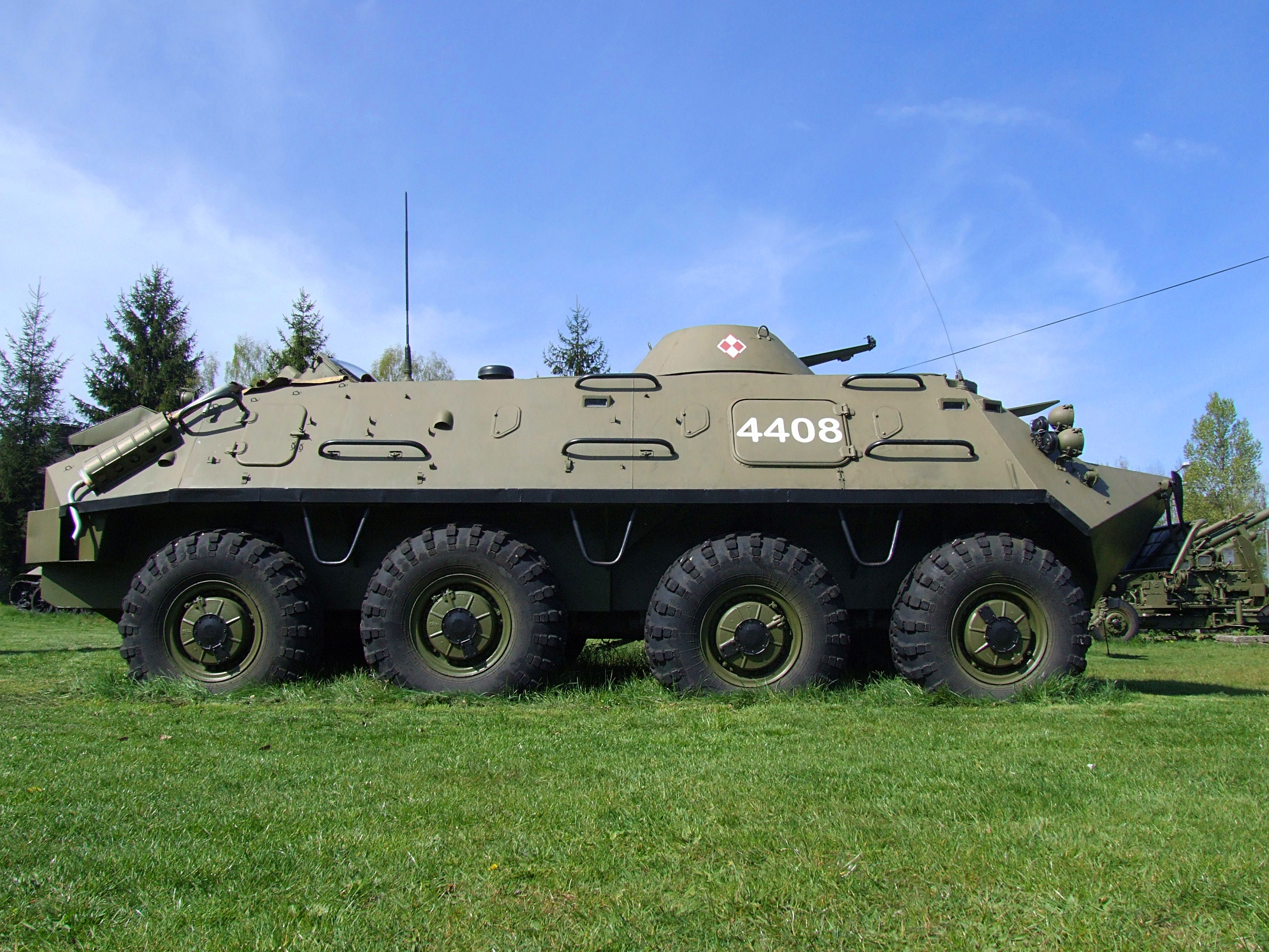
BTR-60 của Ba Lan

## Bọc giáp
- Mái phía trước: 7 mm tại góc 86°.
- Gầm phía trước: 9 mm tại góc 47°.
- Mặt bên: 7 mm.
- Phía trên phía sau: 5 mm.
- Gầm phía sau: 7 mm.
- Gầm xe: 5 mm.
- Mái xe: 7 mm.

## Lịch sử hoạt động

### TaiLiên Xô
BTR-60 được biên chế vào quân đội Liên Xô vào ngày 13 tháng 12 năm 1959. Nó bắt đầu được sử dụng đại trà vào năm 1960. Nó bắt đầu thay thế những chiếc BTR-152. Đầu tiên tại bộ binh, sau đó hải quân và thủy quân lục chiến cũng được trang bị loại xe này. Phương Tây nhận được những thông tin về BTR-60P vào năm 1961. Sau đó, cấc biến thể của BTR-60 cũng bắt đầu được quân đội Liên Xô chấp nhận như BTR-60PA năm 1963, PA-1 và PAI năm 1965, BTR-60PB năm 1966, BTR-60PZ năm 1972 và BTR-60PK năm 1975. Liên Xô bắt đầu thay thế BTR-60 vào những năm 1980 bằng BTR-70 và BTR-80.

### Chiến tranh Việt Nam
BTR-60 cũng được Liên Xô viện trợ cho Việt Nam từ cuối thời kỳ chiến tranh, chủ yếu là những chiếc BTR-60PB. Nó được Quân đội Nhân dân Việt Nam sử dụng trong Chiến dịch Hồ Chí Minh và phát huy hiệu quả khá tốt.

### Xung đột biên giới Trung - Xô
Vào tháng 3 năm 1969, các cuộc xung đột giữa Liên Xô và Trung Quốc xảy ra tại sông Ussuri ngày càng giữ dội. Các đơn vị của Liên Xô lúc này được trang bị nhiều xe bọc thép BTR-60PB lội nước, chúng đã làm cho quân Trung Quốc thiệt hại nặng khi các đơn vị này lội ra giữa sông Ussri rồi tấn công bất ngờ vào các toán quân Trung Quốc. Chính từ đây thì các xe APC của Liên Xô đã thể hiện khả năng chiến đấu vượt trội rõ ràng hơn các xe APC BTR-152 và BTR-40 cũ của Trung Quốc. Tuy vậy, Liên Xô cũng phải xem lại độ bọc thép của xe do thiệt hại của BTR-60 chủ yếu là do RPG.

### Chiến tranh Liên Xô - Afghanistan
Tại Afghanistan, quân đội Liên Xô cũng sử dụng một số xe BTR-60PB. Nhưng nó đã bộc lộ điểm yếu của mình với việc liên tục chịu thiệt hại do RPG, động cơ GAZ-40P không chịu được thời tiết quá nóng tại Afghanistan và những chiếc BTR-60 không có khả năng tấn công quân Mujahideen ở phía trên cao do tháp pháo quá ngắn và nhỏ, không thể đưa nòng súng lên cao. Sau đó, chúng được thay thế bằng các xe BTR-70 và BTR-80.

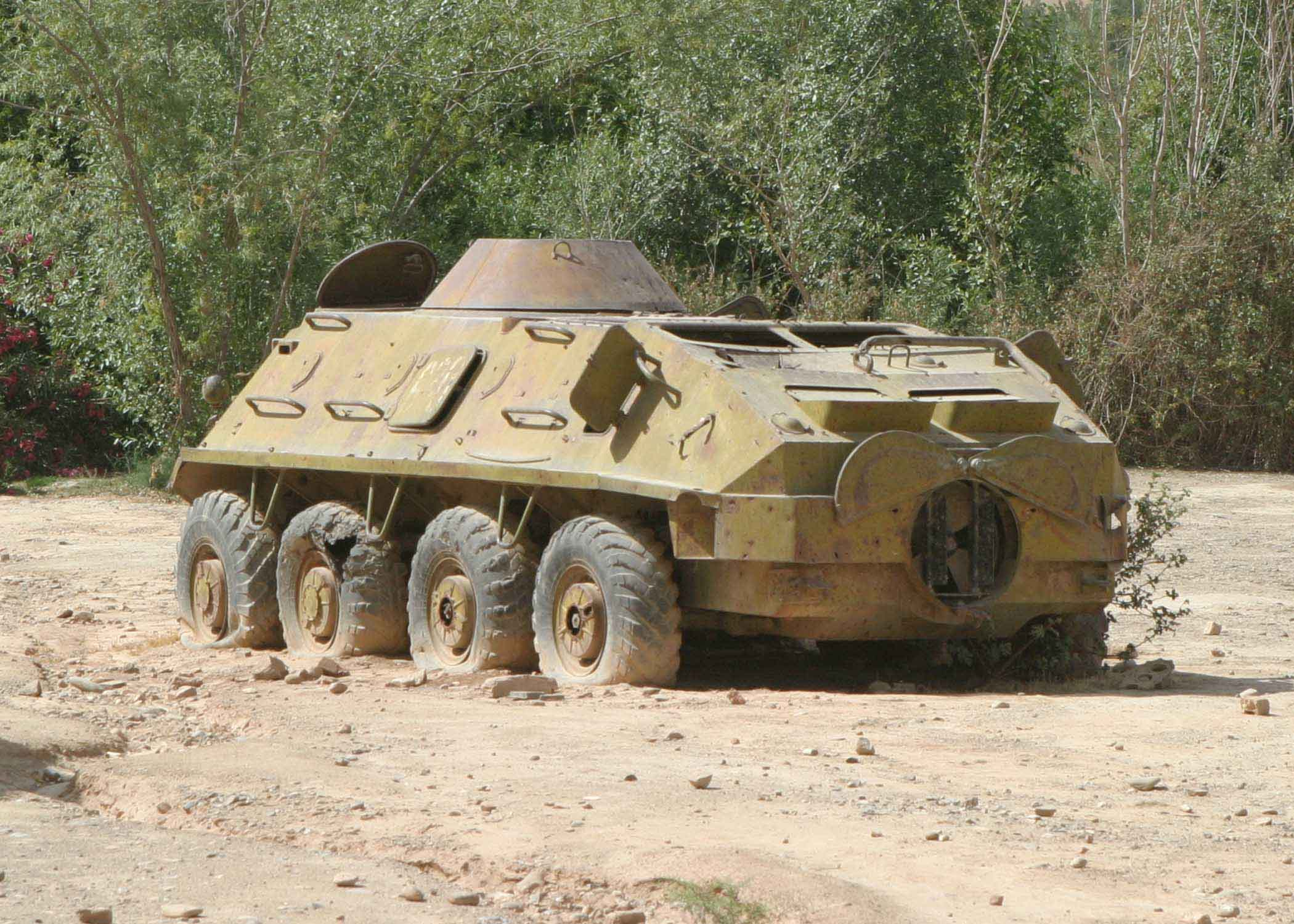
Một chiếc BTR-60 của quân đội Liên Xô bị bỏ lại ở 1 ngôi làng thuộc tỉnh Oruzgan, Afghanistan

## Thông số kỹ thuật cơ bản
- Loại: Xe thiết giáp chở quân chạy bằng bánh lốp.
- Nước sản xuất: Liên Xô.
- Nặng: 10,1 tấn (BTR-60P), 11,1 tấn (BTR-60PA), 11,4 tấn (BTR-60PB).
- Dài: 7,56 m.
- Rộng: 2,825 m.
- Cao: 2,06 m, 2,31 m với BTR-60PAI, BTR-60PB, BTR-60PBK và BTR-60PZ.
- Tổ lái: 2 + 16 lính (BTR-60P), 2 + 14 lính (BTR-60PA), 3 + 14 lính (BTR-60PAI, BTR-60PB và BTR-60PZ).
- Giáp: 9mm ở thân xe, 7mm ở tháp pháo.
- Vũ khí: 1 đại liên 12,7mm hoặc 14,5mm trên tháp pháo và 2 súng máy 7,62mm.
- Động cơ: 2 động cơ 6 xi-lanh GAZ-49 từ 94 mã lực đến 115 mã lực.

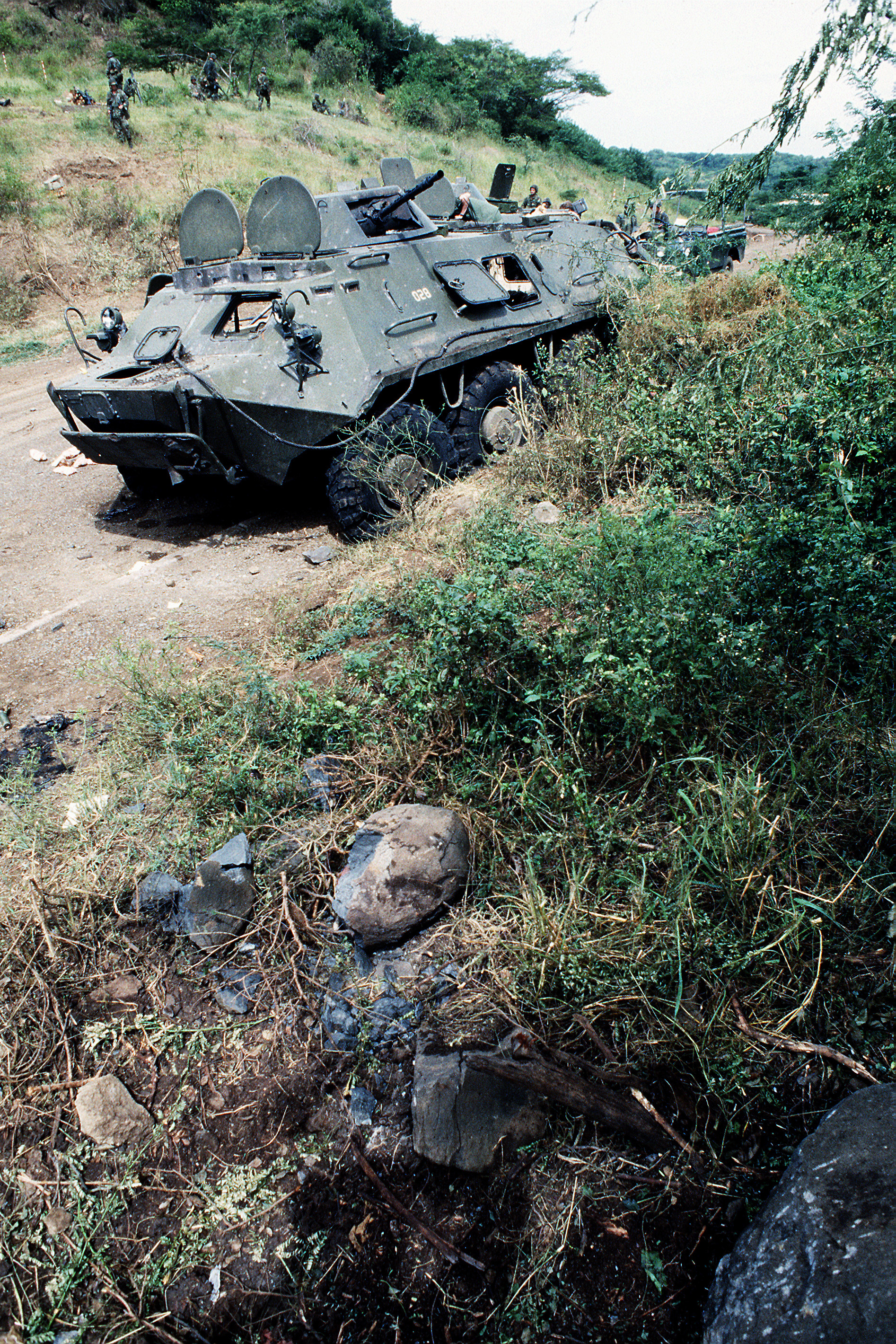
BTR-60PB

- Tầm hoạt động: 500 km.
- Tốc độ: 80 km/h trên cạn, 10 km/h dưới nước.

## Các quốc gia sử dụng

Các nước sử dụng BTR-60 (mọi biến thể).

### Các quốc gia còn sử dụng
- Abkhazia: 5 BTR-60 và BTR-70.
- Afghanistan: 600 BTR-60PB
- Algeria: 400 BTR-60PB
- Angola: 74 BTR-60PB
- Armenia: 25
- Azerbaijan: 15
- Belarus: 221
- Bhutan
- Botswana
- Bulgaria: 900 BTR-60P và BTR-60PAU
- Campuchia
- Trung Quốc
- Cộng hòa Dân chủ Congo
- Croatia
- Cuba
- Djibouti
- Egypt
- Eritrea
- Estonia
- Ethiopia
- Phần Lan
- Ghana
- Georgia
- Grenada
- Guinea
- Hungary
- Iran: 300
- Israel
- Kazakhstan: 300 BTR-60
- Kenya
- Bắc Triều Tiên
- Kyrgyzstan: 96
- Lào: Khoảng 35 BTR-60P
- Liberia
- Libya
- Lithuania
- Mali
- México
- Moldova
- Mông Cổ
- Morocco
- Mozambique
- Namibia
- Nicaragua
- Nigeria
- Peru
- Ba Lan
- România
- Nga: 4,900 BTR-60, BTR-70 và BTR-80
- Rwanda
- Somalia
- Sudan
- Syria
- Tajikistan
- Thổ Nhĩ Kỳ
- Turkmenistan
- Uganda
- Ukraine
- Uzbekistan
- Việt Nam: 500 BTR-60PB
- Yemen
- Zambia

### Các quốc gia từng sử dụng
- Séc
- Đông Đức
- Đức
- Iraq
- Liban
- Nam Tư
- Liên Xô

## Biến thể

### Liên Xô
- BTR-60P (1959): P là viết tắt cho "plavajushhijj" - bơi.
- BTR-60P: Một khẩu súng máy được thay đổi điểm lắp đặt ở phía trước để phù hợp với súng máy hạng nặng 12,7mm DShK thay vì dùng súng máy PK 7,62 mm. Xe mang theo 500 viên đạn cho súng máy hạng nặng 12,7mm và 3000 viên đạn cho súng máy 7,62mm.
- BTR-60P: Chuyển đổi thành một chiếc xe chỉ huy được trang bị với một ăng ten chạy xung quanh 3 mặt trên thân xe.
- BTR-60P M1961/1: Chuyển đổi thành một chiếc xe hỗ trợ hỏa lực. Nó được trang bị tháp pháo của PT-76.
- BTR-60P M1961/2
- MTR-2
- BTR-60PA (1963)
- BTR-60PA-1
- MTP-2
- BTR-60PAI (1965): Súng máy hạng nặng DShK 12,7 mm được thay thế bởi tháp pháo hình nón trong hình dạng tháp pháo BPU-1 từ BRDM-2.
- BTR-60PB (1966): Cải thiện hệ thống súng máy hạng nặng KPVT 14,5mm, động cơ GAZ-49B được cải thiện. Tháp pháo đã sửa đổi, súng máy hạng nặng KPVT 14,5mm và 1 khẩu PKT 7,62 mm đã được di chuyển sang phải. Giáp bảo vệ cũng đã được cải thiện. Giáp phía trước của BTR-60PB có thể chịu được hỏa lực đạn 7,62 mm từ bất kỳ phạm vi nào trong khi phần còn lại của xe có thể chịu được đạn 7,62 mm từ khoảng cách 100 m. Nó có một hệ thống lọc và điều áp. Nó cũng có hộp để chứa dụng cụ và lốp dự phòng. Nó có một cửa phụ ở phía bên tay trái ở phần phía trước của khoang quân. Một số chiếc BTR-60PB thiếu một trong các cửa bắn ở phía bên tay trái thân xe. BTR-60PB có sự cải thiện giống như BTR-70, trong đó bao gồm một cửa thoát nhỏ được bổ sung hướng ra phía sau trên nóc tháp pháo. Chiếc xe mang theo 500 viên đạn cho súng máy hạng nặng 14,5 mm KPVT và 3000 viên đạn cho súng máy 7,62 mm PKT.

### Nga
- BTR-60PBM: phiên bản nâng cấp của BTR-60PB.
- MWS
- MWS-M
- 9K35M3-K "Kolchan"
- Irtish - BTR-60PB: chuyển đổi thành xe sửa chữa dân sự.
- BTR-60PPM - BTR-60PB: chuyển đổi thành xe chữa cháy dân sự bọc thép.

Ngoài ra còn nhiều biến thể của Nga - Liên Xô và nhiều quốc gia khác.

## Thư viện ảnh

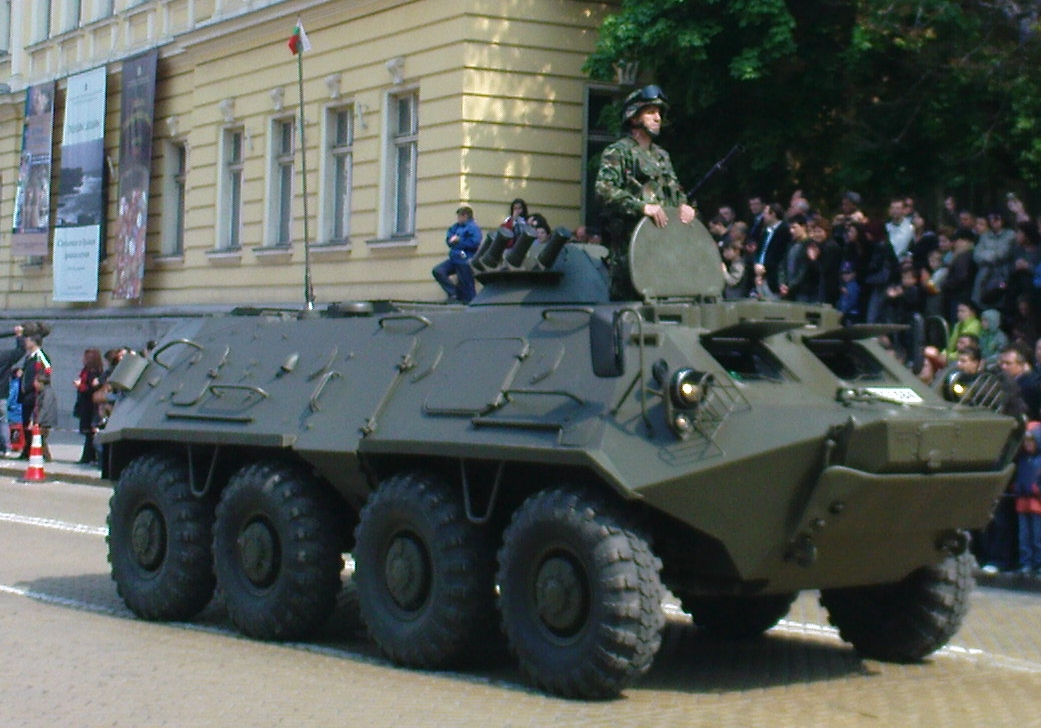
BTR-60 tại Sofia, 6-5-2009
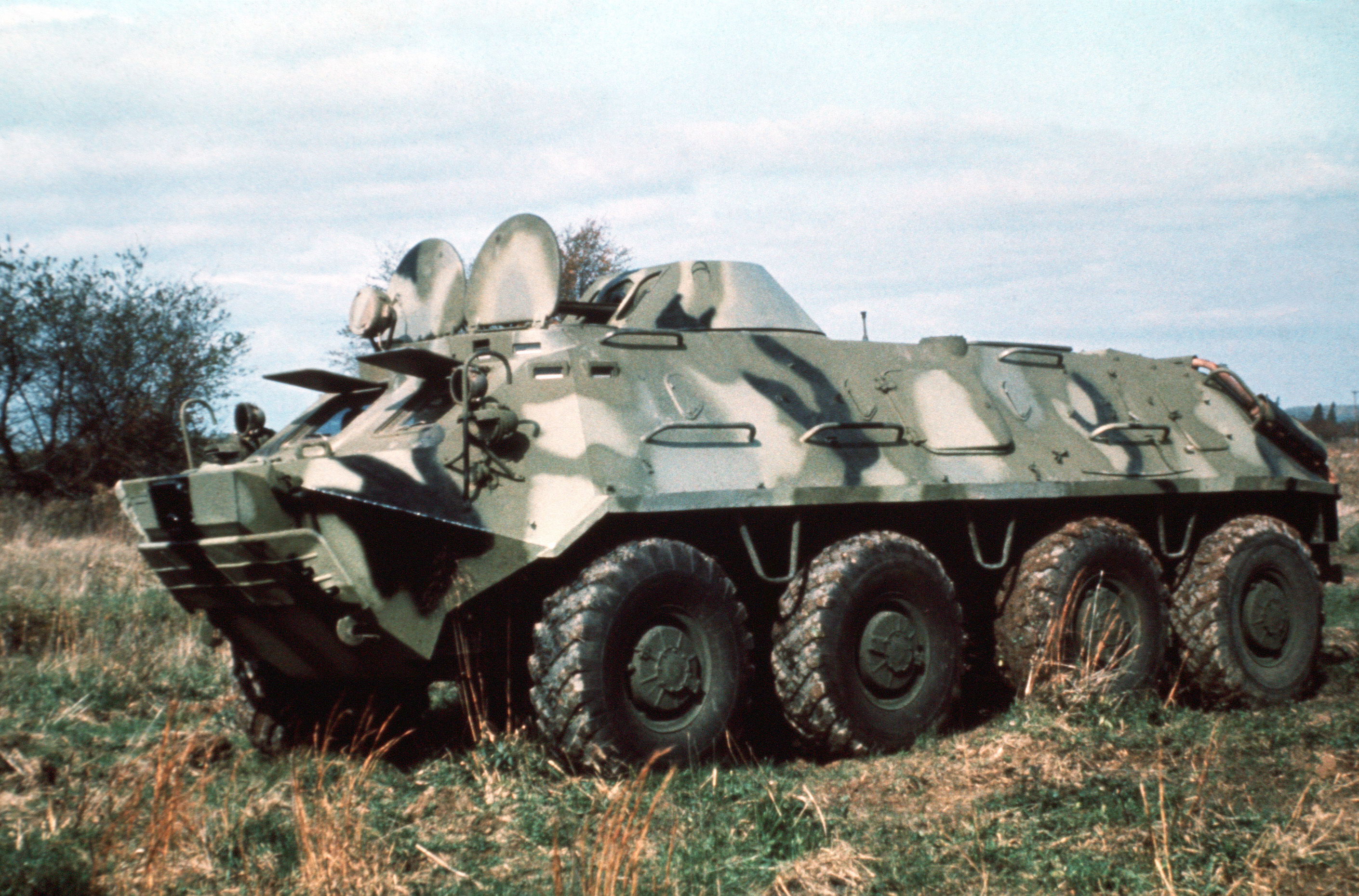
BTR-60PB, 14-11-1984
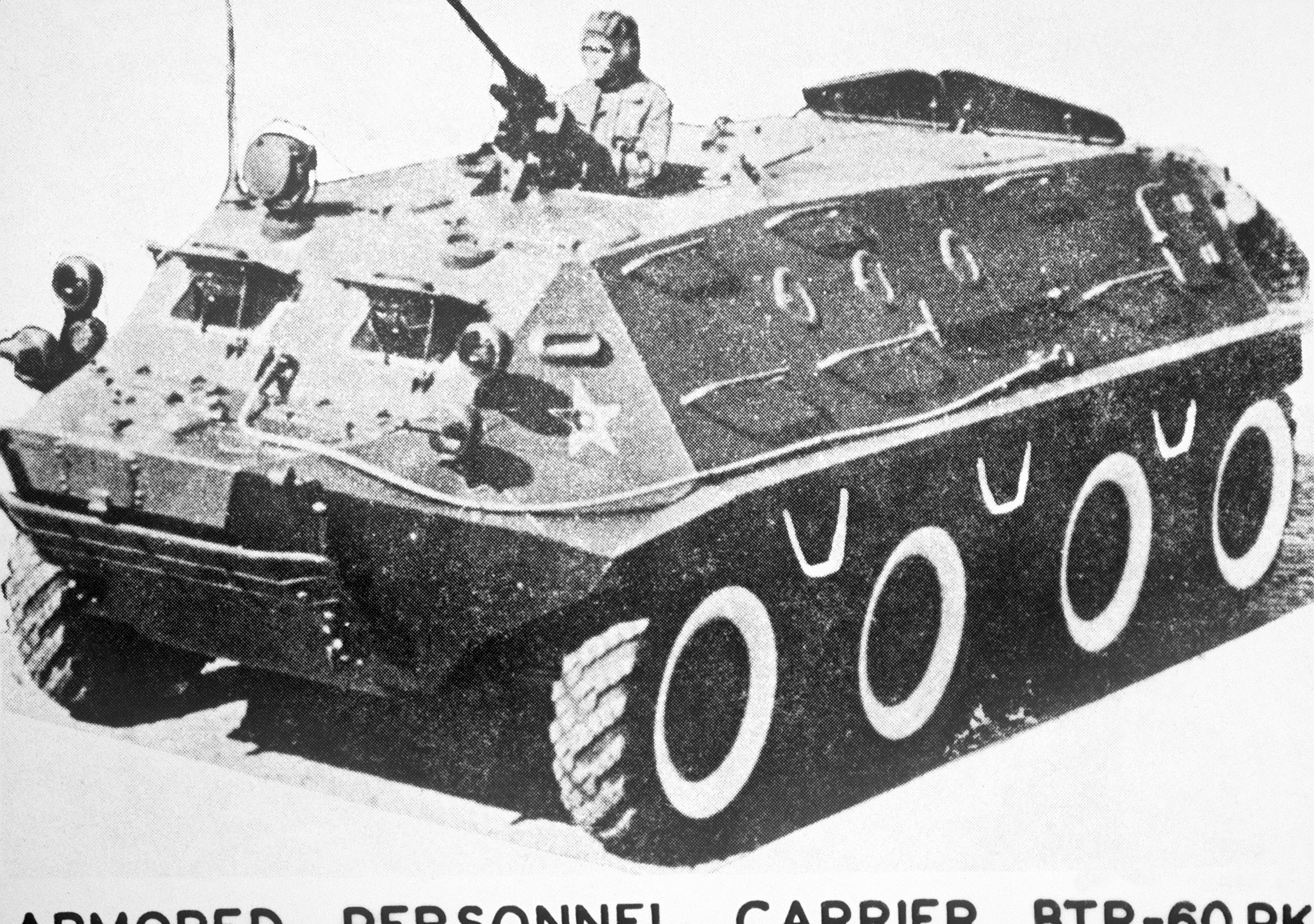
BTR-60PA
BTR-60 của RomâniaBTR-60 của România
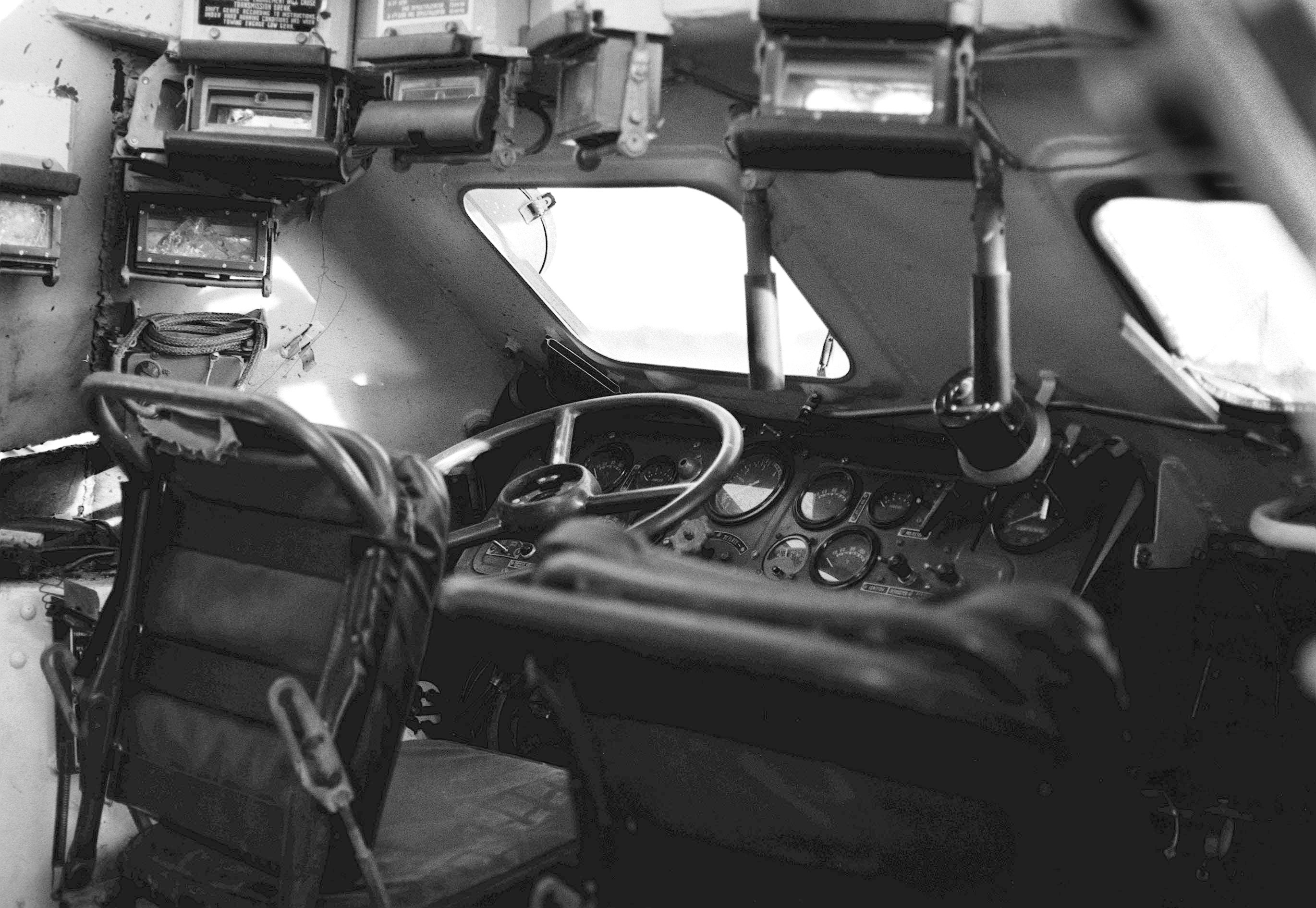
Buồng lái BTR-60